# Ибадулаев, Аджатулла Мурадович
Аджатулла Мурадович Ибадулаев (28 марта 1911, Асхабад, Закаспийская область Российская империя — 28 октября 1995, Киев, Украина) — советский спортсмен, гимнаст, тренер. Мастер спорта СССР (1936). Заслуженный тренер СССР. Судья всесоюзной категории.

## Биография
Родился 28 марта 1911 года в Асхабаде.
Двукратный абсолютный чемпион СССР (1939—1940), победитель чемпионатов СССР в упражнениях на кольцах (1939, 1944—1947), на брусьях (1948), на перекладине (1944-46, 1950); серебряный призёр в многоборье (1945, 1946, 1949), в вольных упражнениях (1939), в упражнениях на коне (1944), на брусьях (1947), на перекладине (1939), в опорных прыжках (1950) бронзовый призёр — в многоборье (1936, 1938, 1944, 1947), в вольных упражнениях (1944), в упражнениях на коне (1945), на брусьях (1945, 1949), в опорных прыжках (1944).
Президент Федерации гимнастики Украины в 1970—1980-х гг. Выступал за СК ЦДКА (до 1937), спортивные общества «Спартак» (до 1945), «Динамо» (1950, оба — Киев), где работал тренером.
Создал особый исполнительный и технический стиль упражнений на перекладине и кольцах, одним из первых гимнастов в Советском Союзе стал использовать силовые нагрузки для тренировок, развивая выносливость, применил 2-разовые тренировки в день.
Воспитал Виктора Чукарина, абсолютного чемпиона Олимпийских игр (1952, 1956), мира (1954), СССР (1949—1951, 1953, 1955); чемпиона Олимпийских игр (6 наград в 1952 году, 5 наград в 1956 году, всего 11 олимпийских наград[1]), мира (1954), СССР (13 наград в 1948—1956) в отдельных видах.

## Источник
- Ібадулаєв Аджатулла Мурадович Архивная копия от 4 марта 2021 на Wayback Machine